# Монтаг'ю (Мічиган)
Монтаг'ю (англ. Montague) — місто (англ. city) в США, в окрузі Маскігон штату Мічиган. Населення — 2417 осіб (2020).

## Географія
Монтаг'ю розташований за координатами 43°24′48″ пн. ш. 86°21′51″ зх. д. / 43.41333° пн. ш. 86.36417° зх. д. (43.413308, -86.364269).  За даними Бюро перепису населення США в 2010 році місто мало площу 8,46 км², з яких 6,62 км² — суходіл та 1,84 км² — водойми.

## Демографія
Згідно з переписом 2010 року, у місті мешкала 2361 особа в 1006 домогосподарствах у складі 643 родин. Густота населення становила 279 осіб/км².  Було 1182 помешкання (140/км²).
Расовий склад населення:
| - 96,0 % — білих - 1,0 % — корінних американців - 0,6 % — чорних або афроамериканців - 0,3 % — азіатів |

До двох чи більше рас належало 1,6 %. Частка іспаномовних становила 3,4 % від усіх жителів.
За віковим діапазоном населення розподілялося таким чином: 25,2 % — особи молодші 18 років, 58,7 % — особи у віці 18—64 років, 16,1 % — особи у віці 65 років та старші. Медіана віку мешканця становила 39,9 року. На 100 осіб жіночої статі у місті припадало 85,3 чоловіків;  на 100 жінок у віці від 18 років та старших — 82,6 чоловіків також старших 18 років.
Середній дохід на одне домашнє господарство  становив 52 535 доларів США (медіана — 46 354), а середній дохід на одну сім'ю — 64 062 долари (медіана — 58 438). Медіана доходів становила 42 727 доларів для чоловіків та 40 236 доларів для жінок. За межею бідності перебувало 14,7 % осіб, у тому числі 21,8 % дітей у віці до 18 років та 5,4 % осіб у віці 65 років та старших.
Цивільне працевлаштоване населення становило 1061 осіб. Основні галузі зайнятості: виробництво — 25,5 %, освіта, охорона здоров'я та соціальна допомога — 19,1 %, роздрібна торгівля — 12,3 %, мистецтво, розваги та відпочинок — 11,0 %.